# Jacques Gavini
 (août 2019).
Si vous disposez d'ouvrages ou d'articles de référence ou si vous connaissez des sites web de qualité traitant du thème abordé ici, merci de compléter l'article en donnant les références utiles à sa vérifiabilité et en les liant à la section « Notes et références ».
Jacques Gavini est un homme politique français, né le 25 décembre 1889 à Bastia (Haute-Corse) et mort le 1er octobre 1964 à Paris.

## Biographie
Il est le fils de Sébastien Gavini, député de 1893 à 1898, le neveu d'Antoine Gavini, député et sénateur de la Corse, le petit-fils de Sampiero Gavini, député de 1863 à 1870 et le petit-neveu de Denis Gavini, député en 1849 puis de 1876 à 1885.

## Fonctions gouvernementales
- Secrétaire d'État à la Marine du gouvernement René Pleven (2) (du 11 août 1951 au 7 janvier 1952)
- Secrétaire d'État à la Marine du gouvernement Edgar Faure (1) (du 20 janvier 1952 au 28 février 1952)
- Secrétaire d'État à la Marine du gouvernement Antoine Pinay (du 8 mars 1952 au 23 décembre 1952)
- Secrétaire d'État à la Marine du gouvernement René Mayer (du 8 janvier 1953 au 21 mai 1953)
- Secrétaire d'État à la Marine du gouvernement Joseph Laniel (1) (du 2 juillet 1953 au 16 janvier 1954)

## Autres mandats
- Député (Républicains indépendants) de Corse (1945-1962)